# Kámen (district de Děčín)
Pour les articles homonymes, voir Kamen.
Kámen (en allemand : Heidenstein) est une commune du district de Děčín, dans la région d'Ústí nad Labem, en Tchéquie. Sa population s'élevait à 249 habitants en 2021.

## Géographie
Kámen se trouve à 6 km au nord-est de Děčín, à 23 km au nord-est d'Ústí nad Labem et à 83 km au nord de Prague.
La commune est limitée par Bynovec au nord, par Huntířov au nord et à l'est, et par Ludvíkovice au sud et à l'ouest.

## Histoire
La première mention écrite du village date de 1720.

## Transports
Par la route, Kámen se trouve  à 6 km de Děčín, à 30 km d'Ústí nad Labem et à 120 km de Prague.